# 兵庫県道121号たつの相生線
兵庫県道121号たつの相生線（ひょうごけんどう121ごう たつのあいおいせん）は、兵庫県たつの市から相生市に至る一般県道である。

## 概要
たつの市揖西町土師（はぜ）1丁目から相生市垣内町に至る。
以前は兵庫県道121号竜野相生線だったが、たつの市発足（2005年（平成17）年）10月1日）に伴い2006年（平成18年）4月1日兵庫県告示第418号の2により現在の路線名称に変更された。
2006年（平成18年）、龍野西ICロングランプ部（高速自動車国道区域）を兵庫県が授受、当県道に編入し一般道路化している。

### 路線データ
- 起点：たつの市揖西町土師1丁目（南山交差点、兵庫県道93号竜野西インター線上）
- 終点：相生市垣内町（新境橋交差点、兵庫県道64号相生停車場線交点）
- 実延長：4.9 km

## 歴史
- 1993年（平成5年）5月11日 - 建設省から、県道竜野相生線の一部を竜野西インター線として主要地方道に指定される[2]。
- 2006年（平成18年）4月1日 - 兵庫県告示第418号の2により竜野相生線からたつの相生線に変更。

## 路線状況

### 重複区間
- 兵庫県道93号竜野西インター線（たつの市揖西町土師1丁目・南山交差点（起点） - たつの市揖西町土師2丁目・竜野西インター前交差点）
- 国道2号（たつの市揖保川町大門 - 相生市池之内・相生陸橋交差点）

### 道路施設

#### 橋梁
- 相生橋（山陽本線、相生市）
- 善光沢橋（善光沢川、相生市）

## 地理

### 通過する自治体
- 兵庫県
  - たつの市 - 相生市

### 交差する道路
| 交差する道路                                              | 市町村名 | 交差する場所            | 交差する場所                      |
| --------------------------------------------------------- | -------- | ----------------------- | --------------------------------- |
| 兵庫県道93号竜野西インター線 重複区間起点                 | たつの市 | 揖西町土師（はぜ）1丁目 | 南山交差点 / 起点                 |
| E2 山陽自動車道 兵庫県道93号竜野西インター線 重複区間終点 | たつの市 | 揖西町土師2丁目         | 竜野西インター前交差点 9 龍野西IC |
| 国道2号 重複区間起点 兵庫県道442号岩見揖保川線            | たつの市 | 揖保川町大門            |                                   |
| 国道2号 重複区間終点                                      | 相生市   | 池之内                  | 相生陸橋交差点                    |
| 兵庫県道64号相生停車場線                                  | 相生市   | 垣内町                  | 新境橋交差点 / 終点               |

### 交差する鉄道
- 山陽本線
- 山陽新幹線

### 沿線
- E2 山陽自動車道
  - 9 龍野西IC
  - 龍野西SA
- 相生カントリー倶楽部
- JR西日本山陽本線・赤穂線・山陽新幹線 相生駅
- 相生市立中央小学校